# Большая Очаковская улица
Больша́я Оча́ковская улица — улица в Западном административном округе города Москвы в районе Очаково-Матвеевское. Расположена между улицей Лобачевского и Никулинской улицей параллельно улицам Наташи Ковшовой и Озёрной. Пересекает 1-й Очаковский переулок; улицы Пржевальского, Марии Поливановой. Слева примыкают 2-й и 3-й Очаковские переулки и улица Елены Колесовой. Справа примыкают 4-й и 5-й Очаковские переулки. Нумерация домов начинается от улицы Лобачевского.

## Происхождение названия
Название присвоено 1 декабря 1967 года. Названа в результате ликвидации одноимённости как главная улица бывшего рабочего посёлка Очаково. Прежнее название «улица Ленина».

## История
Улица возникла в конце 1940-х годов при застройке рабочего посёлка Очаково и являлась его главной улицей. Жилые кварталы начинаются с дома № 1, где располагался гараж Очаковского железобетонного завода. В 1959 году открыта работающая по сей день Очаковская аптека, находящаяся на улице. В августе 1960 года посёлок вошёл в черту Москвы. В первой половине 1960-х годов улица продлена на юго-запад и застроена пятиэтажными «хрущёвскими» домами. С июля 1964 года по сей день по улице проходит автобус 120. В 2002—2003 годах на месте снесённых старых домов построен новый жилой квартал между улицами Пржевальского и Марии Поливановой.

## Примечательные здания и сооружения
По нечётной стороне:
- № 1, кор. 1 — школа № 2025, отделение 5
- № 35 — Очаковские бани
- № 39, кор. 1, 3 — школа № 2025, отделения 10 и 2 соответственно
- № 42, кор. 2  — школа № 2025, отделение 1

По чётной стороне:
- № 10 — управа района Очаково-Матвеевское
- № 18 — школа № 2025, отделение 4

## Транспорт
- Станция метро «Озёрная».
- Станция метро/МЦД-4 «Аминьевская».
- Станция Очаково (200 м).
- По улице от станции метро «Озёрная» проходят автобусы 120, 329, 699, с17.